# Rehren (Hohnhorst)
Rehren è una frazione (Ortsteil) del comune di Hohnhorst, nel land della Bassa Sassonia, in Germania.

## Storia
Già comune autonomo nel circondario della contea di Schaumburg, fu soppresso e incorporato a Bad Nenndorf il 1º marzo 1974.
| Controllo di autorità | VIAF (EN) 172899578 |